# Usina Nuclear de Chernobil
A Usina Nuclear de Chernobil (oficialmente, Central Nuclear Vladimir Ilyich Lenin) é uma usina nuclear fechada perto da cidade abandonada de Pripiate, no norte da Ucrânia, 16,5 km (10 milhas) a noroeste da cidade de Chernobil, 16 quilômetros (10 mi) da fronteira de Belarus com a Ucrânia e a cerca de 100 quilômetros (62 milhas) ao norte de Kiev. Foi resfriado por um lago projetado, que é alimentado pelo rio Pripiate cerca de 5 quilômetros (3 milhas) a noroeste de sua junção com o Dniepre.
O Reator nº 4 foi o local do desastre de Chernobil em 1986, e a usina está agora dentro de uma grande área restrita conhecida como Zona de exclusão de Chernobil. Tanto a zona quanto a antiga usina são administradas pela Agência Estatal da Ucrânia para a Gestão de Zonas de Exclusão. Os três outros reatores permaneceram operacionais após o acidente, mas foram finalmente desligados em 2000, embora a usina permaneça em processo de descomissionamento em 2020. A limpeza nuclear está programada para ser concluída em 2065.
Em 24 de fevereiro de 2022, o local foi ocupado por integrantes do exército russo durante a invasão russa na Ucrânia. No dia 25, autoridades ucranianas registraram um aumento nos níveis de radiação após a ocupação.

## Construção

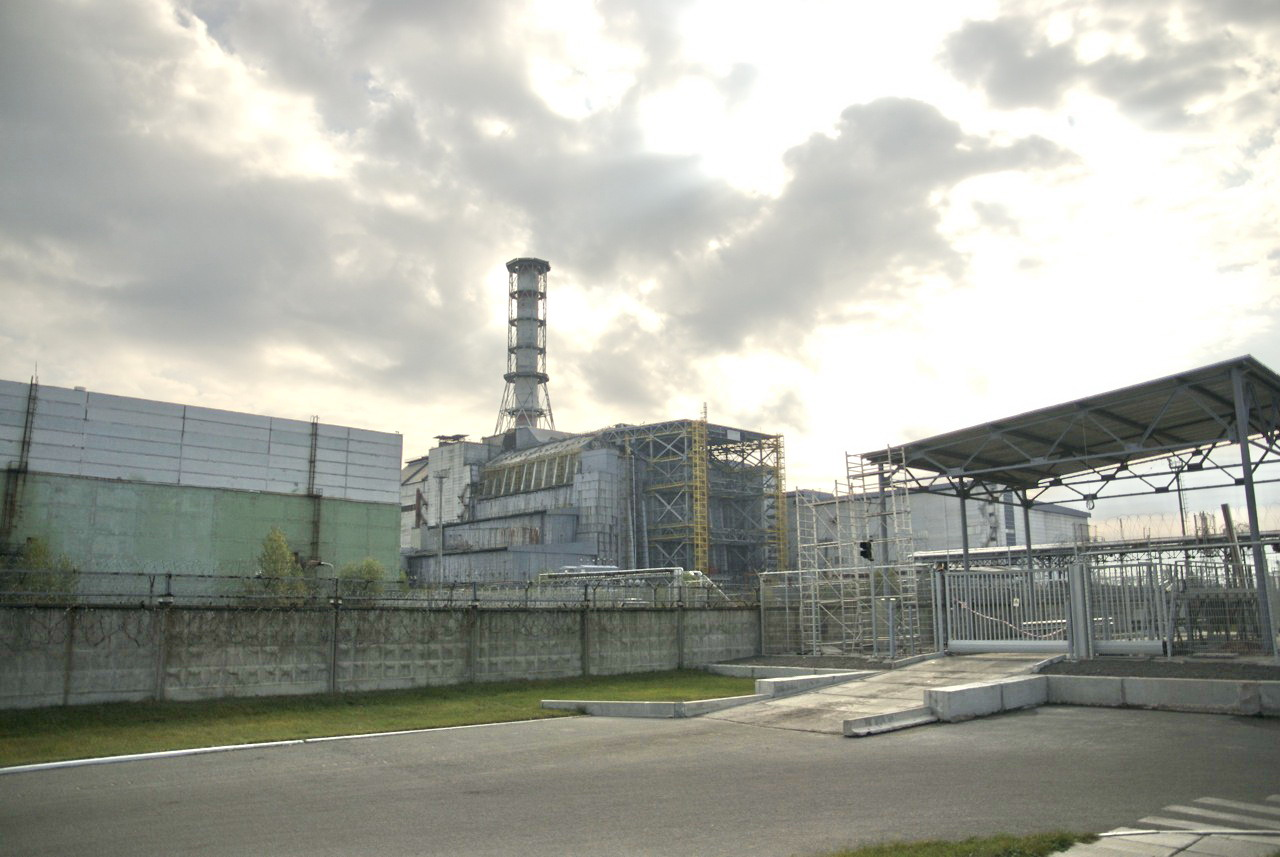
A usina de Chernobil, com vista para o antigo prédio do reator 4

A usina nuclear consistia em quatro reatores RBMK-1000, cada um capaz de produzir 1 000 megawatts (MW) de energia elétrica (3 200 MW de energia térmica), e os quatro juntos produziam cerca de 10% da eletricidade da Ucrânia no momento do desastre. A construção da usina e da cidade vizinha de Pripiate para abrigar trabalhadores e suas famílias começou em 1970, com o reator nº 1 comissionado em 1977. Foi a terceira usina nuclear soviética RBMK, depois da Usina Nuclear de Leningrado e do Usina Nuclear de Kursk, e a primeira usina em solo ucraniano.
A conclusão do primeiro reator em 1977 foi seguida pelo reator nº 2 em 1978, nº 3 em 1981 e nº 4 em 1983. Mais dois blocos, numerados cinco e seis, de mais ou menos o mesmo projeto de reator, foram planejada em um local a cerca de um quilômetro dos edifícios contíguos dos quatro blocos mais antigos. O reator nº 5 estava cerca de 70% concluído no momento da explosão do bloco 4 e estava programado para entrar em operação cerca de seis meses depois, em 7 de novembro de 1986. No rescaldo do desastre, a construção nos nºs 5 e 6 foram suspensos e finalmente cancelados em abril de 1989, poucos dias antes do terceiro aniversário da explosão de 1986.
Reatores nº 3 e 4 eram unidades de segunda geração, enquanto nº 1 e 2 eram unidades de primeira geração, como aqueles em operação na usina de Kursk. Os designs RBMK de segunda geração foram equipados com uma estrutura de contenção mais segura, visível nas fotos das instalações.

## Design

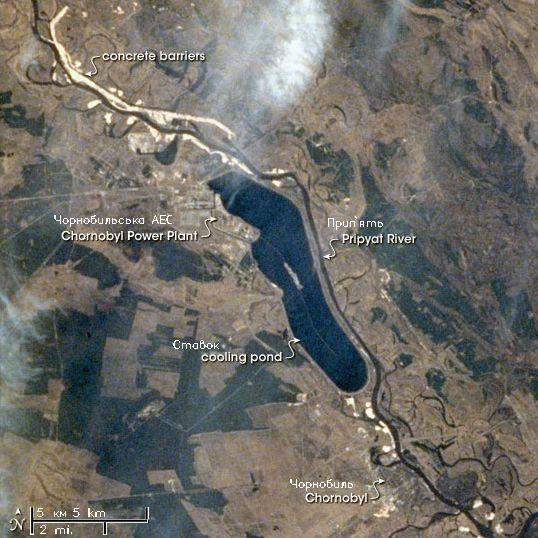
Topografia da Usina Nuclear de Chernobil, documentada por fotografia da estação espacial Mir

### Sistemas elétricos
A usina está conectada à rede elétrica de 330 kV e 750 kV. O bloco possui dois geradores elétricos conectados à rede de 750 kV por um único transformador de gerador. Os geradores são conectados ao seu transformador comum por dois interruptores em série. Entre eles, os transformadores das unidades são conectados para fornecer energia aos sistemas da própria usina; cada gerador pode, portanto, ser conectado ao transformador da unidade para alimentar a planta, ou ao transformador da unidade e ao transformador do gerador para também fornecer energia à rede.
A linha de 330 kV normalmente não era usada e servia como fonte de alimentação externa, conectada a um transformador da estação - ou seja, aos sistemas elétricos da usina. A usina era alimentada por seus próprios geradores ou, em qualquer caso, recebia energia da rede nacional de 750 kV por meio da alimentação de backup da rede principal no transformador, ou da alimentação de nível de 330 kV no transformador 2 da rede, ou de outros blocos da usina via dois barramentos de reserva. Em caso de perda total de energia externa, os sistemas essenciais podem ser alimentados por geradores a diesel. O transformador de cada unidade é, portanto, conectado a dois quadros de linha de força principal de 6 kV, A e B (por exemplo, 7A, 7B, 8A, 8B para os geradores 7 e 8), alimentando os sistemas essenciais principais e conectado a até mesmo outros transformadores na tensão de 4 kV que é backup duas vezes (barramento de reserva de 4 kV).
As placas 7A, 7B e 8B também são conectadas às três linhas de energia essenciais (para as bombas de refrigeração), cada uma com seu próprio gerador a diesel. Em caso de falha do circuito de refrigeração com perda simultânea de energia externa, a energia essencial pode ser fornecida pelos turbogeradores em desaceleração por cerca de 45 a 50 segundos, tempo durante o qual os geradores a diesel devem dar partida. Os geradores foram iniciados automaticamente em 15 segundos com a perda de energia externa.

### Turbo geradores

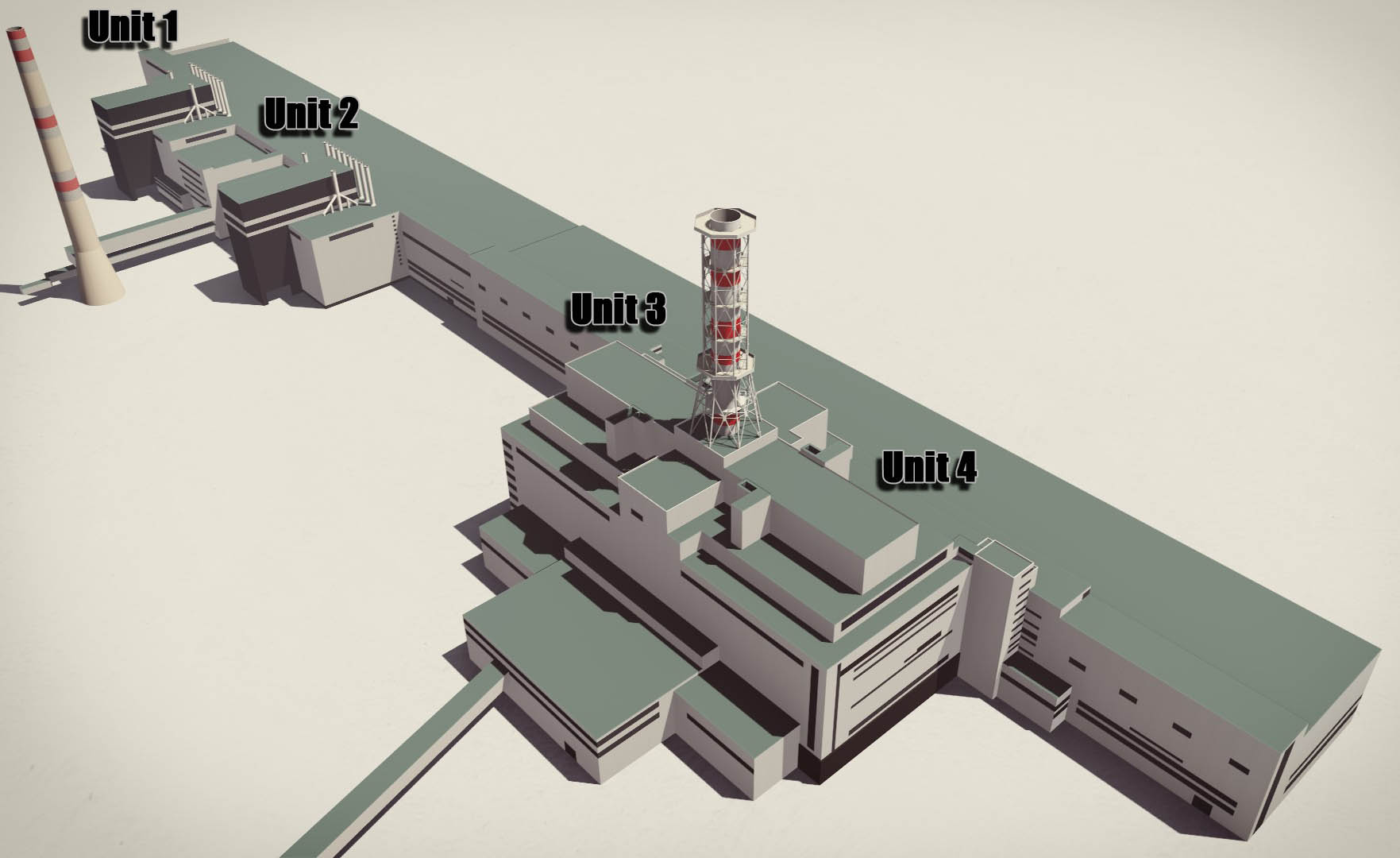
Desenho de síntese gerado por computador de todas as 4 unidades antes do acidente, visto de NW

A energia elétrica foi gerada por um par de turbo geradores refrigerados a hidrogênio de 500 MW.
A planta de turbinas de Kharkiv posteriormente desenvolveu uma nova versão da turbina, K-500-65 / 3000-2, em uma tentativa de reduzir o uso de metal valioso. A planta de Chernobil estava equipada com os dois tipos de turbinas; o bloco 4 tinha os mais novos. As turbinas mais novas, no entanto, mostraram-se mais sensíveis a seus parâmetros operacionais e seus rolamentos tiveram problemas frequentes com vibrações.

### Frota do reatores

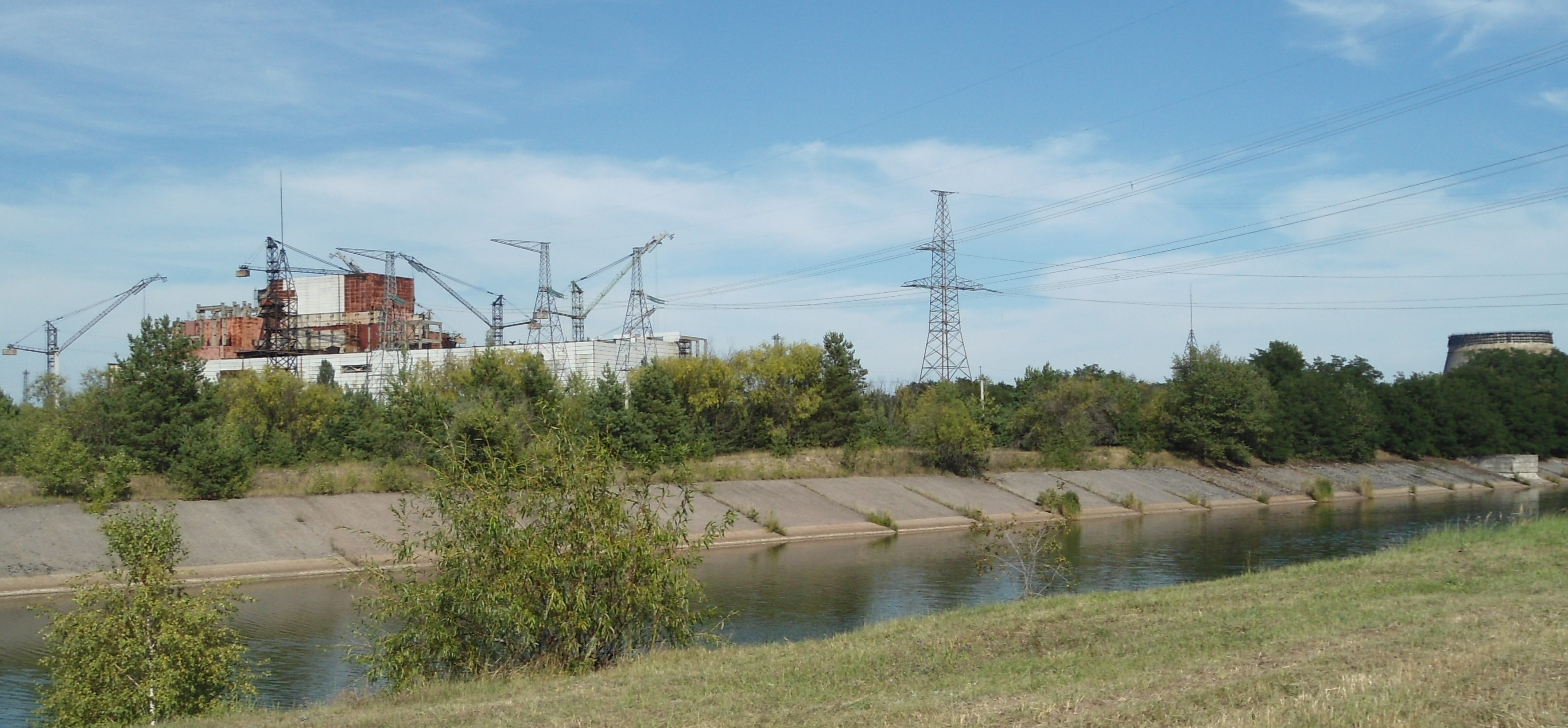
Reatores incompletos nº 5 e 6

A construção de dois reatores parcialmente concluídos, nº 5 e 6, foi suspensa imediatamente após o acidente no reator nº 4, e foi cancelada em 1989. Os reatores nº 1 e 3 continuaram a operar após o desastre. O reator nº 2 foi permanentemente desligado em 1991, depois que um incêndio começou devido a um interruptor defeituoso em uma turbina. Os reatores nº 1 e 3 foram finalmente fechados devido a um acordo que a Ucrânia fez com a UE em 1995.
A Ucrânia concordou em fechar as unidades restantes em troca da assistência da UE na modernização do abrigo sobre o reator nº 4 e na melhoria do setor de energia do país, incluindo a conclusão de dois novos reatores nucleares, Khmelnitski 2 e Rovno 4 . O reator nº 1 foi fechado em 1996, seguido do nº 3 em 2000.

### Sistema de computador
SCALA (russo: СКАЛА, система контроля аппарата Ленинградской Атомной; Sistema kontrolya apparata Leningradskoj Atomnoj , “Sistema de controle dos dispositivos da Usina Leningrad”)  foi o processo de computador para o reator nuclear RBMK na usina nuclear de Chernobil antes de outubro de 1995. Datado de 1960, usou a memória magnética núcleo, armazenamento de dados em fita magnética, e fita perfurada para o carregamento de software.
O SKALA monitorou e registrou as condições do reator e as entradas do painel de controle. Ele foi conectado para aceitar 7 200 sinais analógicos e 6 500 sinais digitais. O sistema monitorava continuamente a planta e exibia essas informações aos operadores. Além disso, um programa chamado PRIZMA (russo: ПРИЗМА, программа измерения мощности аппарата; programma izmereniya moshchnosti apparata) processou as condições da planta e fez recomendações para orientar os operadores da planta. Esse programa levava de 5 a 10 minutos para ser executado e não conseguia controlar diretamente o reator.

## Acidentes e incidentes conhecidos

### Colapso parcial do reator nº 1 de 1982
Em 9 de setembro de 1982, um colapso parcial do núcleo ocorreu no reator nº 1 como resultado de uma válvula de resfriamento com defeito permanecendo fechada após a manutenção. Assim que o reator entrou em operação, o urânio no canal de combustível superaqueceu e se rompeu. A extensão dos danos foi comparativamente menor e ninguém morreu durante o acidente. No entanto, devido à negligência dos operadores, o acidente não foi notado até várias horas depois, resultando em liberação significativa de radiação na forma de fragmentos de óxido de urânio e vários outros isótopos radioativos escapando com vapor do reator através da chaminé de ventilação. Mas o acidente não foi tornado público até vários anos depois, apesar das limpezas que ocorreram dentro e ao redor da usina e Pripiate. O reator foi reparado e colocado novamente em operação após oito meses.

### Incidente dos reatores 3 e 4 de 1984
De acordo com documentos da KGB, desclassificados na Ucrânia em 26 de abril de 2021, graves incidentes ocorreram no terceiro e quarto reatores em 1984. Segundo os mesmos documentos, o governo central em Moscou sabia desde 1983 que a central era "uma das centrais nucleares mais perigosas da URSS".

### Catástrofe do reator 4 de 1986

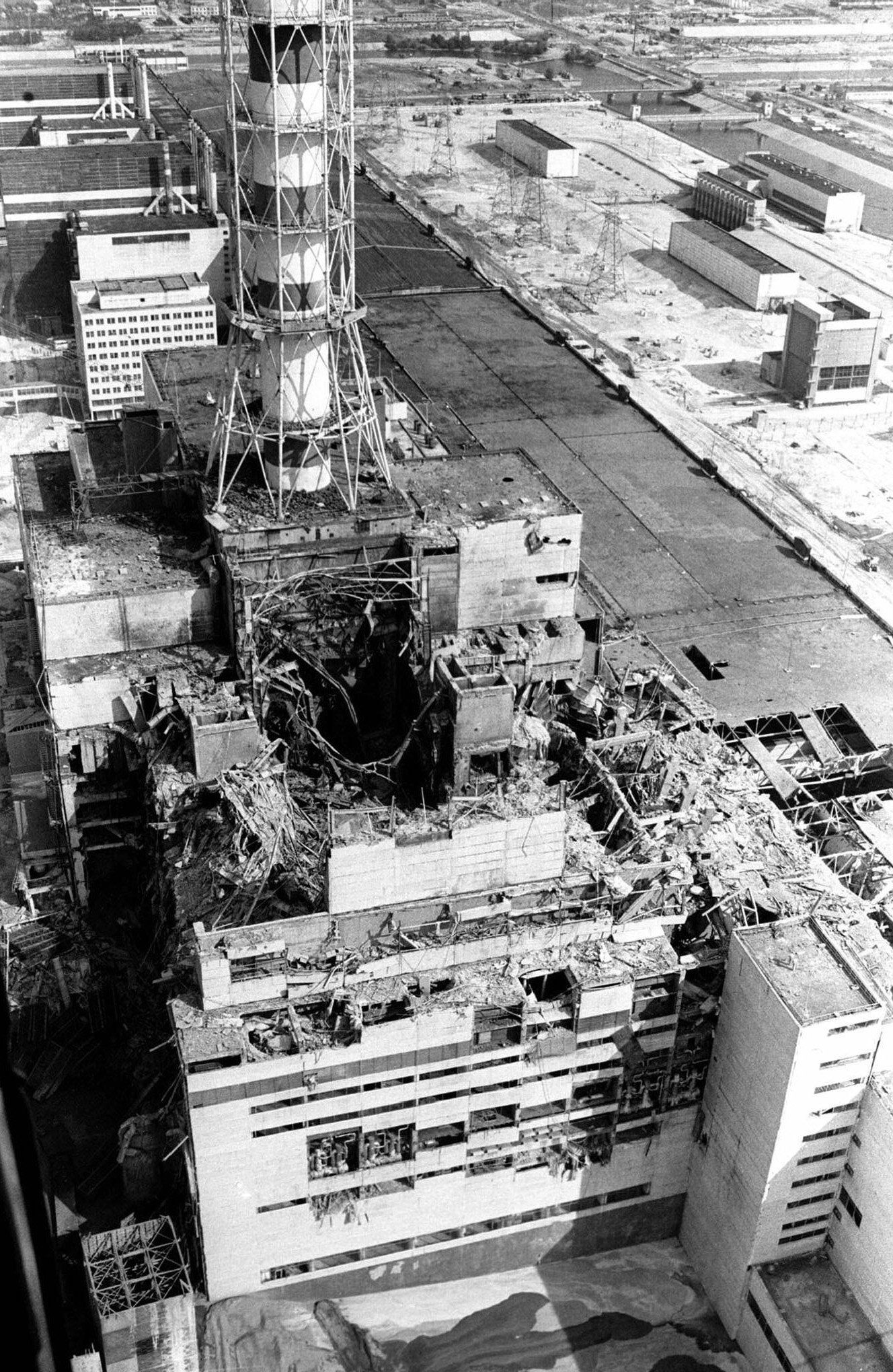
Um novo cálculo do tempo começou em 26 de abril de 1986 às 1h23min45. Esta foto foi tirada de um helicóptero no dia seguinte à explosão do reator Chernobil # 4

Em 26 de abril de 1986, o desastre de Chernobil ocorreu no reator nº 4, causado por um aumento catastrófico de energia, resultando em explosões de núcleo e incêndios ao ar livre. Isso fez com que grandes quantidades de materiais radioativos e isótopos aerotransportados se dispersassem na atmosfera e no solo circundante.
O desastre foi amplamente considerado como o pior acidente da história da energia nuclear. Como resultado, o Reator nº 4 foi completamente destruído e, portanto, encerrado em um sarcófago de concreto e chumbo, seguido mais recentemente por um grande abrigo de confinamento de aço, para evitar mais vazamento de radioatividade. Grandes áreas da Europa foram afetadas pelo acidente. A nuvem radioativa se espalhou até a Noruega.
A planta utilizou uma grande sala de turbina aberta para todos os quatro reatores sem nenhuma parede de separação. Cada reator tinha duas turbinas.
Em fevereiro de 2013, uma porção de 600 metros quadrados (6 458 pés quadrados) do telhado e da parede adjacente à parte coberta da sala da turbina desabou na área sepultada da sala da turbina. O colapso não afetou nenhuma outra parte do Abrigo para Objetos ou o Novo Confinamento Seguro . Nenhuma variação nos níveis de radiação como resultado do incidente foi detectada. O telhado desabado foi construído após o desastre de Chernobil e mais tarde foi reparado.

### Incêndio da turbina do reator nº 2 de 1991
O reator nº 2 foi permanentemente desligado logo depois de outubro de 1991, quando um incêndio começou devido a uma chave com defeito em uma turbina.
Em 11 de outubro de 1991, um incêndio irrompeu na sala da turbina do reator nº 2. O incêndio começou na quarta turbina do reator nº 2, enquanto a turbina estava parada para reparos. Um interruptor defeituoso causou um surto de corrente ao gerador, acendendo o material isolante em alguns fios elétricos.  Isso subsequentemente levou ao hidrogênio, usado como refrigerante no gerador síncrono, sendo derramado no corredor da turbina "o que aparentemente criou as condições para o incêndio começar no telhado e para uma das treliças de suporte do telhado cair." A sala do reator adjacente e o reator não foram afetados, mas devido ao clima político, foi decidido desligar este reator permanentemente após este incidente.

### Ataque cibernético de 2017
O ciberataque Petya de 2017 afetou o sistema de monitoramento de radiação e tirou do ar o site oficial da usina, que hospeda informações sobre o incidente e a área.

### Invasão russa à Ucrânia em 2022
Durante a invasão russa da Ucrânia em fevereiro de 2022, as forças russas atacaram as forças ucranianas perto do local do desastre de Chernobil e apreenderam a usina arruinada. A atividade resultante supostamente elevou os níveis de radiação na área. O aumento nos níveis de radiação foi publicado em um mapa online mantido por uma ONG ucraniana, mas os sensores correspondentes na própria usina não apresentaram aumento.
Em 31 de março, após um mês de ocupação, as tropas russas entregaram o controle da usina de volta aos seus empregos civis e então começaram a se retirar do norte da Ucrânia. Em 2 de abril, foi reportado que a bandeira da Ucrânia tremulava novamente sobre a usina.

## Descomissionamento
Após a explosão no reator nº 4, os três reatores restantes da usina continuaram a operar, já que a União Soviética não tinha condições de fechar a usina. A maioria das emissões de radiação gama externa no local são do isótopo césio-137, que tem meia-vida de 30,17 anos. Em 2016 , a exposição à radiação desse radionuclídeo diminuiu pela metade desde o acidente de 1986.
Em outubro de 1991, o reator nº 2 pegou fogo e foi posteriormente encerrado. A independência da Ucrânia da União Soviética em 1991 gerou mais discussão sobre o tópico de Chernobil, porque o Verkhovna Rada, o novo parlamento da Ucrânia, era composto em grande parte por jovens reformadores. As discussões sobre o futuro da energia nuclear na Ucrânia acabaram levando o governo a uma decisão de cancelar a operação do reator nº 2.
Em novembro de 1996, após pressão de governos estrangeiros, o reator nº 1 foi fechado. A remoção do equipamento não contaminado começou no reator nº 1 e este trabalho pode ser concluído em 2020–2022. Em dezembro de 2000, o reator nº 3 foi fechado após operar brevemente desde março de 1999, após 5 meses de reparos, e a planta como um todo deixou de produzir eletricidade. Em abril de 2015, as unidades 1 a 3 entraram na fase de descomissionamento.
Em 2013, a bomba de levantamento de água do rio para o reservatório de resfriamento adjacente à instalação foi desligada, com o dissipador térmico, que deve evaporar lentamente.

### Reator No. 4

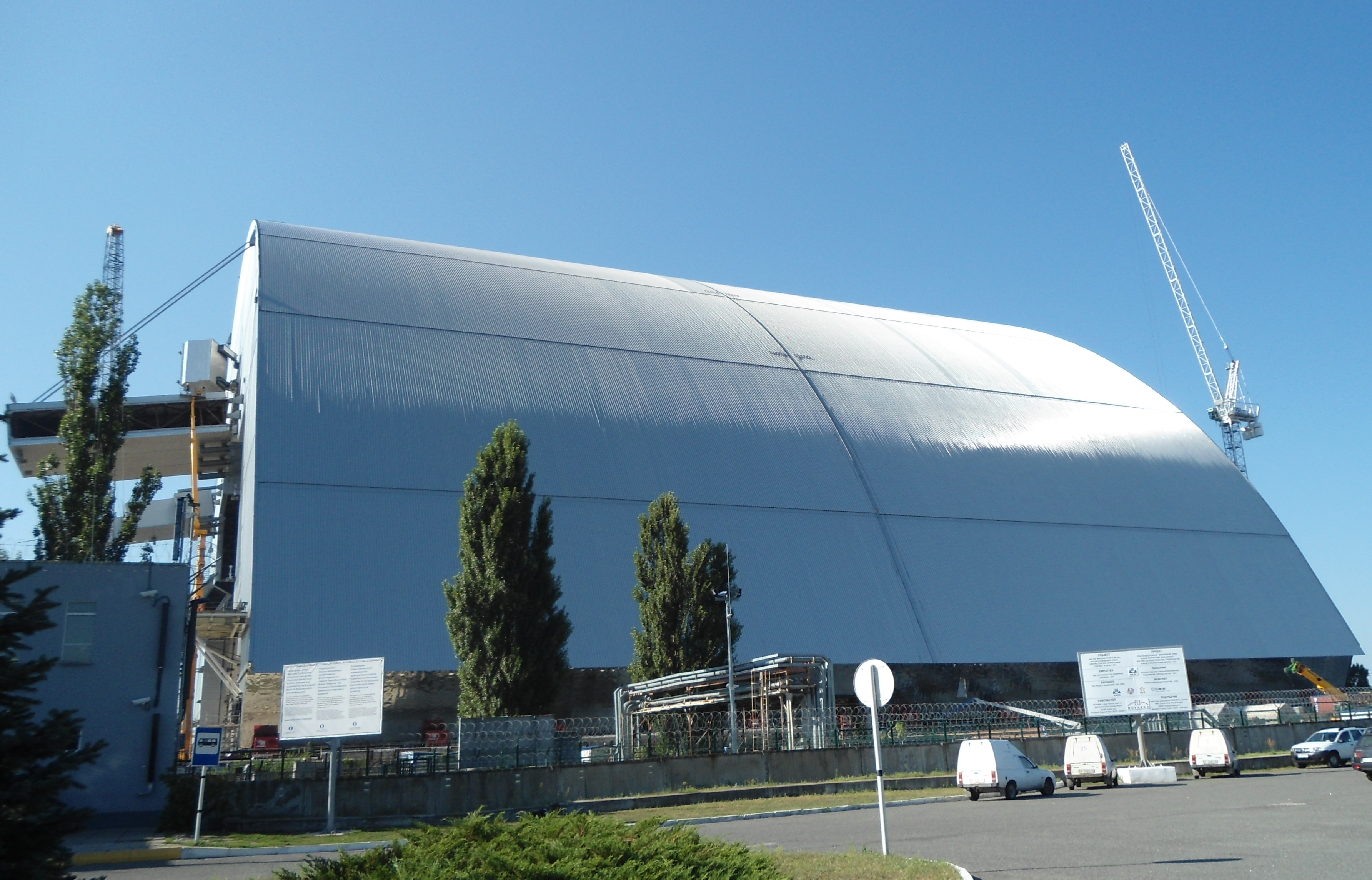
Novo confinamento seguro em 2016

Anunciada originalmente em junho de 2003, uma nova estrutura de contenção de aço chamada de Novo Confinamento Seguro foi construída para substituir o sarcófago antigo e construído às pressas que protegia o reator nº 4. Embora o desenvolvimento do projeto tenha sido atrasado várias vezes, a construção começou oficialmente em Setembro de 2010. O Novo Confinamento Seguro foi financiado por um fundo internacional gerido pelo Banco Europeu de Reconstrução e Desenvolvimento e foi projetado e construído pelo consórcio liderado pela França Novarka.
Novarka construiu uma grande estrutura em forma de arco de aço, 270 metros (886 pés) de largura, 100 metros (328 pés) de altura e 150 metros (492 pés) de comprimento para cobrir a antiga cúpula de concreto em ruínas que estava em uso na época. Em novembro de 2016, este novo arco foi colocado sobre o sarcófago existente. Esperava-se que este projeto de revestimento de aço custasse US$ 1,4 bilhão e foi concluído em 2017. O revestimento também atende à definição de dispositivo de sepultamento nuclear.
Um acordo separado foi feito com a empresa americana Holtec International para construir uma instalação de armazenamento dentro da zona de exclusão de lixo nuclear produzido por Chernobil.